# Chuculumtiel
Chuculumtiel är en ort i Mexiko.   Den ligger i kommunen Tumbalá och delstaten Chiapas, i den sydöstra delen av landet, 800 km öster om huvudstaden Mexico City. Chuculumtiel ligger 1 203 meter över havet och antalet invånare är 439.
Terrängen runt Chuculumtiel är varierad. Runt Chuculumtiel är det ganska tätbefolkat, med 149 invånare per kvadratkilometer. Närmaste större samhälle är Yajalón, 10,8 km söder om Chuculumtiel. I omgivningarna runt Chuculumtiel växer i huvudsak städsegrön lövskog.